# Smilzena Palaiologina
Smilzena Palaiologina (in bulgaro Смилцена?; fl. XIII-XIV secolo) era la nipote dell'imperatore bizantino Michele VIII Paleologo e imperatrice consorte (zaritsa) dello zar Smilec di Bulgaria.

## Imperatrice consorte di Bulgaria
Smilzena era figlia del sebastocratore Costantino Paleologo, fratellastro dell'imperatore Michele VIII Paleologo, e di sua moglie Irene Comnena Lascarina Branaina. Nelle cronache viene chiamata semplicemente Smilzena (in bulgaro жената на Смилец?, letteralmente "moglie di Smilec"), senza che venga indicato un nome.
Smilec salì al trono di Bulgaria nel 1292 e la nuova zaritsa si trasferì dalla residenza di provincia del marito al palazzo reale di Tărnovo.

## Reggente di Bulgaria
Il marito morì nel 1298 e gli succedette il figlio Ivan II; Smilzena assunse il governo come zarina reggente, poiché all'epoca Ivan era ancora un bambino. Pare che l'imperatrice vedova abbia sconfitto i fratelli di Smiltsena, Radoslav e Voysil (Vojsil), che si rifugiarono nell'Impero bizantino ed entrarono al servizio di quest'ultimo. Per far fronte a questa minaccia e all'invasione del principe mongolo Čaka, Smilzena cercò un'alleanza con Aldimir (Eltimir), fratello dell'ex sovrano Giorgio Terter I, deposto dal marito. Aldimir si sposò quindi con la figlia di Smilzena, Marina, e, se non fosse accaduto prima, l'imperatrice vedova gli concesse il titolo di despotēs e lo investì di un ampio dominio intorno a Kran.
Nel 1299 Smilzena tentò senza successo di allearsi con il re serbo Stefano Uroš II Milutin, escludendo il progetto di allineamento di quest'ultimo con l'imperatore bizantino Andronico II Paleologo. Organizzò un matrimonio tra sua figlia Teodora e Stefan Dečanski di Serbia, il figlio maggiore di Milutin, e gli fece anche una proposta di matrimonio, offrendogli in dote la Bulgaria, ma fu rifiutata.
Smilzena non riuscì a rafforzare la sua posizione e abbandonò Tărnovo a Čaka, che si insediò come imperatore nel 1299.

## Ultimi anni
Smilzena, Ivan II e il loro seguito si stabilirono nei possedimenti di Aldimir, dove forse rimasero anche dopo l'ascesa al trono del nipote di Aldimir, Teodoro Svetoslav, nel 1300. Ben presto Aldimir si alleò con Teodoro Svetoslav e i suoi possedimenti intorno a Kran si ampliarono. Di conseguenza, a Smilzena e Ivan II fu chiesto di lasciare Kran e fuggirono a Costantinopoli, dove furono accolti alla corte bizantina. Nella capitale bizantina Smiltsena continuò a svolgere un ruolo attivo in politica. Nel 1305 Aldemir sembra aver avviato trattative con i Bizantini contro il nipote e Smilzena stava negoziando con il governo bizantino a Costantinopoli per conto di Aldimir o del figlio, ma con la sottomissione di Aldimir da parte di Teodoro Svetoslav nello stesso anno, scompare nell'oscurità.

## Discendenza
Sposò Smilec, a cui viene attribuito il merito di discendere "dalla più nobile famiglia dei Bulgari". La famiglia possedeva vaste terre tra i Monti Balcani e la Sredna Gora. Ebbero tre figli:
- Marina (morta il 7 aprile 1355)
- Teodora (morta il 22 dicembre 1320)
- Ivan